# Кривошия
Кривошия — деформація шиї вродженого або набутого походження, що характеризується неправильним вимушеним положенням голови по відношенню до тулуба (а саме нахилом її вбік та поворотом). Як вроджена патологія, ця вада розвитку займає третє місце за частотою після вродженої клишоногості та вродженого вивиху стегна.
Правильне фізіологічне положення голови по відношенню до тулуба забезпечують м'язи шиї (насамперед — грудино-ключично-соскоподібні м'язи, верхня частина трапецієподібних м'язів, драбинчасті м'язи). Дисбаланс м'язів, які відповідають за коректну установку голови, обумовлює формування кривошиї.
Причина вродженої кривошиї — дисплазія грудино-ключично-сосцеподібного м'язу на стороні деформації (її укорочення). Рідше зустрічається кісткова форма кривошиї, зумовлена додатковим шийним ребром або вадою розвитку шийного сегменту.
Причини набутої спастичної кривошиї (цервікальна дистонія): нейрогенні та дерматогенні порушення (наслідки інсультів, інфекційних та токсичних уражень головного мозку, хвороба Паркінсона, дитячий церебральний параліч, шийний остеохондроз, запалення м'язів шиї), травми (ротаційний підвивих атланта), побічна дія лікарських засобів (нейролептіки). На початку, намагання пацієнта повернути голову у фізіологічне положення є успішним. По мірі прогресування захворювання, вольовий контроль вже не придає голові коректне положення.
Кривошия спастична — патологічний стан, що достатньо часто зустрічається у людській популяції: 10 випадків на 100 тисяч населення. Вдвічі частіше хворіють на цю нозологію жінки.
Пацієнтам з наявністю кривошиї доводиться стикатися з серйозними соціально-побутовими труднощами, хоча больова симптоматика відсутня або не яскраво виражена (тягнучий біль у шиї з іррадіацією у надпліччя).

## Лікування
Консервативне лікування вродженої кривошиї слід починати з 2-тижневого віку. Це коригуючі гімнастичні вправи, масаж, призначення теплових процедур, електрофорез з лідазою. Для втримання голови дитини в досягнутому положенні рекомендують аплікації кінезіотейпів та носіння картонно-ватного коміра. Можна вкласти дитину у гіпсове ліжечко.
При неефективності консервативного лікування та при значному недорозвитку грудино-ключично-сосцеподібного м'язу рекомендують оперативне лікування. Після операції виконують витягування петлею Гліссона, після заживлення рани накладають гіпсову пов'язку в положенні гіперкорекції до 5 тижнів. Надалі обов'язкові фізіотерапія, масаж, лікувальна фізкультура, знімний напівкорсет.
У лікуванні набутої кривошиї, окрім медикаментозного лікування (міорелаксанти, холінолітики центральної дії, протисудомні препарати), застосовують спеціальні корегуючі вправи, м'які мануальні техніки, аплікації кінезіотейпів, ортезування (шийний комірець), психотерапевтичні методи ауторелаксації.
Якщо навіть пасивна корекція установки голови пацієнта стає не можливою, консервативне лікування не має сенсу. В таких випадках застосовують хірургічну корекцію кривошиї.
| захворювання | Це незавершена стаття про хворобу, синдром або розлад. Ви можете допомогти проєкту, виправивши або дописавши її. |